# Red Bull RB3
O Red Bull RB3 é o modelo da Red Bull Racing da temporada de 2007 da Fórmula 1. Condutores: David Coulthard e Mark Webber. 
Para essa temporada, a equipe taurina trocou o motor Ferrari, usado na temporada anterior (2006), pelo Renault, além da contratação do australiano Mark Webber.
Na primeira metade do mundial, a equipe fez apenas 6 pontos com muitos abandonos, já na segunda a equipe fez 18 e subiu posições no mundial de construtores, chegando em quinto lugar, além de conquistar um pódio no GP da Europa com Webber.
A equipe também foi envolvida em uma polêmica, por fornecer chassis para a equipe Toro Rosso que seria uma equipe secundária da Red Bull. Porém não houve punição.

## Resultados[1]
(legenda) 
|      |     |                 |   |    |                 |     |     |     |     |     |     |     |     |     |     |     |     |     |     |     |     |     |    |    |  |  |
|      |     |                 |   |    |                 | AUS | MAL | BHR | SPA | MON | CAN | USA | FRA | GBR | EUR | HUN | TUR | ITA | BEL | JPN | CHN | BRA |    |    |  |  |
| 2007 | RB3 | Renault RS27 V8 | B | 14 | David Coulthard | Ret | Ret | Ret | 5   | 14  | Ret | Ret | 13  | 11  | 5   | 11  | 10  | Ret | Ret | 4   | 8   | 9   | 24 | 5º |  |  |
| 2007 | RB3 | Renault RS27 V8 | B | 15 | Mark Webber     | 13  | 10  | Ret | Ret | Ret | 9   | 7   | 12  | Ret | 3   | 9   | Ret | 9   | 7   | Ret | 10  | Ret | 24 | 5º |  |  |